# الضغط الكبير
يشير الضغط الكبير أو الانضغاط الكبير إلى عقد من الضغط غير العادي للأجور في الولايات المتحدة في أوائل الأربعينيات. خلال ذلك الوقت، أصبح التفاوت الاقتصادي كما يتضح من توزيع الثروة وتوزيع الدخل بين الأغنياء والفقراء أصغر بكثير مما كان عليه في الفترات الزمنية السابقة. يقال إن المصطلح قد صاغه كلوديا غولدن وروبرت مارجو  في ورقة عام 1992.

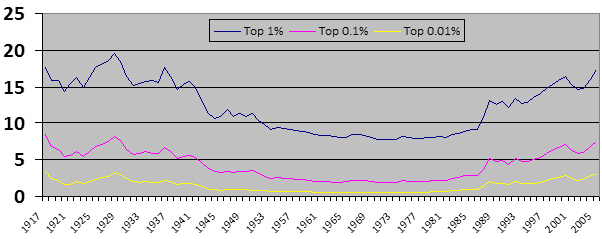
حصة دخل الأسرة قبل الضرائب لأغنى 1٪، 0.1٪ و0.01٪، بين عامي 1917 و 2005.

وفقًا للاقتصاديين توماس بيكيتي وإيمانويل سايز، يُظهر تحليل بيانات ضريبة الدخل الشخصية أن الضغط انتهى في السبعينيات وانعكس الآن في الولايات المتحدة، وبدرجة أقل في كندا وإنجلترا حيث يوجد قدر أكبر من عدم المساواة في الدخل وتركيز الثروة. في فرنسا واليابان، اللتين حافظتا على الضرائب التصاعدية، لم تحدث زيادة في عدم المساواة. في سويسرا، حيث لم يتم تطبيق الضرائب التصاعدية مطلقًا، لم يحدث الضغط مطلقًا.
يعطي الخبير الاقتصادي بول كروغمان الفضل في هذا الضغط ليس فقط للضرائب التصاعدية على الدخل ولكن أيضًا للصفقة الجديدة وسياسات الحرب العالمية الثانية للرئيس فرانكلين دي روزفلت. من حوالي عام 1937 إلى عام 1947، أدت الضرائب التصاعدية للغاية، وتقوية النقابات في الصفقة الجديدة، وضوابط الأجور والأسعار التي وضعها مجلس العمل الحربي الوطني خلال الحرب العالمية الثانية، إلى زيادة دخل الفقراء والطبقة العاملة وخفض دخل أصحاب الدخول الأعلى. يجادل كروغمان بأن هذه التفسيرات أكثر إقناعًا من دورة منحنى كوزنتس التقليدية لعدم المساواة التي تحركها قوى السوق لأن التغيير الطبيعي كان يمكن أن يكون تدريجيًا وليس مفاجئًا كما كان الانضغاط.
يُعزى تفسير طول فترة الضغط المستمر إلى نقص العمالة المهاجرة في الولايات المتحدة خلال ذلك الوقت (غالبًا ما كان المهاجرون غير قادرين على التصويت وبالتالي دعم مصالحهم السياسية) وقوة النقابات، كما يتضح من معاهدة روثر ديترويت - أبرمت صفقة تجارية عمالية بارزة في عام 1949 بين نقابة عمال السيارات المتحدون وجنرال موتورز. بموجب هذا الاتفاق، ضمن أعضاء النقابة زيادة للأجور مع زيادة الإنتاجية، وكذلك الفوائد الصحية والتقاعد. في المقابل، كان لدى جنرال موتورز عدد قليل نسبيًا من الإضرابات والتباطؤ وما إلى ذلك. ساعدت النقابات في الحد من الزيادات في رواتب المديرين التنفيذيين. علاوة على ذلك، تداخل أعضاء الكونجرس في كلا الحزبين السياسيين بشكل كبير في سجلات التصويت الخاصة بهم ودافع عدد أكبر نسبيًا من السياسيين عن مواقف الوسط مع قبول عام لسياسات الصفقة الجديدة.
يعود الفضل في نهاية ضغط الدخل إلى "القوى غير الشخصية"، مثل التغيير التكنولوجي والعولمة، ولكن أيضًا إلى التغييرات السياسية التي أثرت على المؤسسات (على سبيل المثال، النقابات) والمعايير (على سبيل المثال، رواتب المسؤولين التنفيذيين المقبولة). يقول كروغمان أن صعود "التيار المحافظ"، وهي "مجموعة متماسكة للغاية من المؤسسات المتشابكة التي جلبت رونالد ريغان ونيوت غينغريتش الى السلطة"، بدءا من أواخر السبعينات وأوائل الثمانينيات جلبت ضرائب أقل على الأثرياء وثغرات كبيرة في شبكة الأمان الاجتماعي. تراجعت القوة النسبية للنقابات بشكل كبير مع العضوية النقابية، وارتفعت أجور المديرين التنفيذيين بشكل كبير مقارنة بمتوسط أجر العامل. أطلق كروغمان على انعكاس الانضغاط الكبير اسم "الاختلاف الكبير" وهو عنوان مقالة في مجلة سلايت وكتاب من تأليف تيموثي نوح. يشير كروغمان أيضًا إلى أن الحقبة التي سبقت الاختلاف الكبير لم تكن حقبة مساواة نسبية فحسب، بل كانت حقبة نمو اقتصادي تجاوز بكثير "الاختلاف الكبير".